# Алатауська міська адміністрація
Алата́уська міська адміністрація (каз. Алатау қаласы әкімдігі, рос. Алатауская городская администрация) — адміністративна одиниця у складі Алматинської області Казахстану, прирівняна до району. Адміністративний центр — місто Алатау.

## Населення
Населення — 49145 осіб (2021; 31511 у 2009, 25246 у 1999, 26337 у 1989).

## Історія
Станом на 1989 рік у складі Ілійського району існували Жетигенська сільська рада (села Єнек, Жанаарна, Куйган, Ніколаєвка, селища Жетиген, Кайрат), Зарічна сільська рада (села Арна, Зарічне), села Жанадаур, Жанаталап, Інтимак та Коянкоз перебували у складі Ленінської сільської ради, село Привольне перебувало у складі Кіровської сільської ради Талгарського району.
Після адміністративної реформи сільські ради перетворені в сільські округи, в Ілійському районі були утворені Жетигенський сільський округ (села Єнбек, Жанаарна, Жетиген, Кайрат, Куйган), Зарічний сільський округ (села Арна, Зарічне), села Жанадаур, Жанаталап, Интимак та Коянкус перебували у складі Байсеркенського сільського округу, село Кайрат перебувало у складі Кайнарського сільського округу Талгарського району.
Пізніше Зарічний сільський округ (село Зарічне) увійшов до складу Капчагайської міської адміністрації, село Арна передано до складу Жетигенського сільського округу, село Коянкус передано до складу Первомайського сільського округу. 1998 року зі складу Жетигенського сільського округу була виключена територія площею 165,66 км2 разом із селом Арна та передана до складу Зарічного сільського округу Капчагайської міської адміністрації.
2015 року село Коянкус ліквідованого Первомайського сільського округу та територія площею 4,53 км2 були повернуті до складу Байсеркенського сільського округу.
2021 року село Кайрат Жетигенського сільського округу передане до складу Кайнарського сільського округу Талгарського району.
2023 року до складу Жетигенського сільського округу було включено Зарічний сільський округ (села Арна, Зарічне) Конаєвської міської адміністрації площею 109,62 км2.
Того ж року до складу Жетигенського сільського округу також було включено:
- з Талгарського району:
  - села Даулет та Кайрат з територією площею 27,17 км2 Кайнарського сільського округу
  - територію площею 86,19 км2 Нуринського сільського округу
  - територію площею 7,17 км2 Туздибастауського сільського округу
- по Ілійському району:
  - села Жанадаур, Жанаталап, Интимак, Коянкус з територією площею 181,33 км2 Байсеркенського сільського округу
  - територію площею 123,67 км2 Караойського сільського округу
  - територію площею 1,67 км2 Енергетичеського сільського округу

Одночасно зі складу Жетигенського сільського округу до складу Ащибулацького сільського округу передано територію площею 1169,00 км2. Одразу після територіальних змін до складу села Жетиген були приєднані села Арна, Даулет, Єнбек, Жанаарна, Жанадаур, Жанаталап, Зарічне, Интимак, Кайрат, Коянкус та Куйган. Жетигенський сільський округ перетворено в Жетигенську сільську адміністрацію.
2024 року село Жетиген було перетворено в місто обласного підпорядкування Алатау, Жетигенська сільська адміністрація — в Алатауську міську адміністрацію, яку було виведено зі складу Ілійського району.

### Колишні населені пункти, які утворили місто Алатау
До складу округу входять такі населені пункти:
| Населений пункт   | Населення, осіб (1989) | Населення, осіб (1999) | Населення, осіб (2009) | Населення, осіб (2021) |
| ----------------- | ---------------------- | ---------------------- | ---------------------- | ---------------------- |
| Арна, село        | 357                    | 490                    | 768                    | 1125                   |
| Даулет, село      | 995                    | 898                    | 1193                   | 888                    |
| Єнбек, село       | 386                    | 404                    | 440                    | 647                    |
| --МТФ             | -                      | -                      | -                      | 11                     |
| Жанаарна, село    | 699                    | 665                    | 750                    | 995                    |
| Жанадаур, село    | 1424                   | 1738                   | 1599                   | 4944                   |
| Жанаталап, село   | 761                    | 915                    | 892                    | 2749                   |
| Жетиген, село     | 11559                  | 13103                  | 15616                  | 20418                  |
| --Жетиген, селище | 2601                   | -                      | -                      | -                      |
| --Ушарал 56 км    | -                      | -                      | -                      | 6                      |
| Зарічне, село     | 3519                   | 2477                   | 3477                   | 5348                   |
| --Ветстанція      | -                      | -                      | -                      | 10                     |
| --ДРП             | -                      | -                      | -                      | 8                      |
| --Теміржол        | -                      | -                      | -                      | 3                      |
| Интимак, село     | 1940                   | 2134                   | 3441                   | 4476                   |
| Кайрат, село      | 165                    | 185                    | 206                    | 214                    |
| Коянкус, село     | 1211                   | 1451                   | 2249                   | 6300                   |
| Куйган, село      | 720                    | 786                    | 880                    | 1003                   |